# Sverige i olympiska sommarspelen 1988
Sverige i olympiska sommarspelen 1988

## Medaljer
| Guld | Silver | Brons | Totalt antal medaljer |
| ---- | ------ | ----- | --------------------- |
| 0    | 4      | 7     | 11                    |

### Silver
- George Cramne - Boxning, lättvikt 60 kg
- Marit Söderström och Birgitta Bengtsson - Segling, 470
- Anders Holmertz - Simning, 200 m frisim
- Ragnar Skanåker - Skytte, frispistol

### Brons
- Erik Lindh - Bordtennis, singel
- Lars Myrberg - Boxning, lätt weltervikt
- Tomas Johansson - Brottning, tungvikt
- Björn Johansson, Michel Lafis, Anders Jarl och Jan Karlsson - Cykel, lagtempo
- Patrik Sjöberg - Friidrott, höjdhopp
- Stefan Edberg - Tennis, singel
- Stefan Edberg och Anders Järryd - Tennis, dubbel

## Bågskytte
Damernas individuella
- Jenny Sjöwall — Kvartsfinal (→ 5:e plats)
- Liselotte Andersson — Åttondelsfinal (→ 13:e plats)
- Carina Jonsson — Inledande omgång (→ 59:e plats)

Herrarnas individuella
- Göran Bjerendal — Åttondelsfinal (→ 15:e plats)
- Mats Nordlander — Inledande omgång (→ 30:e plats)
- Gert Bjerendal — Inledande omgång (→ 35:e plats)

Damernas lagtävling
- Sjöwall, Andersson och Jonsson — Final (→ 7:e plats)

Herrarnas lagtävling
- Bjerendal, Nordlander och Bjerendal — Final (→ 8:e plats)

## Cykling
Damernas linjelopp
- Marie Holjer — 2:00:52 (→ 7:e plats)
- Paula Westher — 2:00:52 (→ 26:e plats)
- Marianne Berglund — 2:00:52 (→ 44:e plats)

## Fotboll
Herrar
Gruppspel
| Nr | Lag          | S | V | O | F | GM | IM | MS | P |
| -- | ------------ | - | - | - | - | -- | -- | -- | - |
| 1  | Sverige      | 3 | 2 | 1 | 0 | 6  | 3  | +3 | 7 |
| 2  | Västtyskland | 3 | 2 | 0 | 1 | 8  | 3  | +5 | 6 |
| 3  | Tunisien     | 3 | 0 | 2 | 1 | 3  | 6  | −3 | 2 |
| 4  | Kina         | 3 | 0 | 1 | 2 | 0  | 5  | −5 | 1 |

| Hemma \ Borta | Kina | Sverige | Tunisien | Västtyskland |
| Kina          | —    | 0–2     | 0–0      | 0–3          |
| Sverige       | —    | —       | 2–2      | 2–1          |
| Tunisien      | —    | —       | —        | 1–4          |
| Västtyskland  | —    | —       | —        | —            |

Slutspel
|  | Kvartsfinaler          | Kvartsfinaler        |                      |       | Semifinaler | Semifinaler |  |  | Final | Final |
|  |                        |                      |                      |       |             |             |  |  |       |       |
|  | September 25 - Daegu   |                      |                      |       |             |             |  |  |       |       |
|  |                        |                      |                      |       |             |             |  |  |       |       |
|  | Sverige                | 1                    |                      |       |             |             |  |  |       |       |
|  | Sverige                | 1                    | September 27 - Busan |       |             |             |  |  |       |       |
|  | Italien (e.f.)         | 2                    |                      |       |             |             |  |  |       |       |
|  | Italien (e.f.)         | 2                    | Italien              | 2     |             |             |  |  |       |       |
|  | September 25 - Busan   |                      | Italien              | 2     |             |             |  |  |       |       |
|  |                        | Sovjetunionen (e.f.) | 3                    |       |             |             |  |  |       |       |
|  | Sovjetunionen          | Sovjetunionen (e.f.) | 3                    | 3     |             |             |  |  |       |       |
|  | Sovjetunionen          |                      | Oktober 1 - Seoul    | 3     |             |             |  |  |       |       |
|  | Australien             | 0                    |                      |       |             |             |  |  |       |       |
|  | Australien             | 0                    | Sovjetunionen (e.f.) | 2     |             |             |  |  |       |       |
|  | September 25 - Gwangju |                      | Sovjetunionen (e.f.) | 2     |             |             |  |  |       |       |
|  |                        | Brasilien            | 1                    |       |             |             |  |  |       |       |
|  | Zambia                 | Brasilien            | 1                    | 0     |             |             |  |  |       |       |
|  | Zambia                 | September 27 - Seoul |                      | 0     |             |             |  |  |       |       |
|  | Västtyskland           | 4                    |                      |       |             |             |  |  |       |       |
|  | Västtyskland           | 4                    | Västtyskland         | 1 (2) |             |             |  |  |       |       |
|  | September 25 - Seoul   |                      | Västtyskland         | 1 (2) |             |             |  |  |       |       |
|  |                        | Brasilien            | 1 (3)                |       | Bronsmatch  | Bronsmatch  |  |  |       |       |
|  | Brasilien              | Brasilien            | 1 (3)                | 1     | Bronsmatch  | Bronsmatch  |  |  |       |       |
|  | Brasilien              |                      | September 30 - Seoul | 1     |             |             |  |  |       |       |
|  | Argentina              | 0                    |                      |       |             |             |  |  |       |       |
|  | Argentina              | 0                    | Italien              | 0     |             |             |  |  |       |       |
|  |                        |                      |                      |       |             |             |  |  |       |       |
|  | Västtyskland           | 3                    |                      |       |             |             |  |  |       |       |
|  | Västtyskland           | 3                    |                      |       |             |             |  |  |       |       |

## Friidrott
Herrarnas släggkastning
- Tore Gustafsson
  - Kval — 76,44m
  - Final — 74,24m (→ 11:e plats)
- Kjell Bystedt
  - Kval — ingen notering (→ gick inte vidare)

Herrarnas spjutkastning
- Dag Wennlund
  - Kval — 79,66m
  - Final — 78,30m (→ 8:e plats)
- Peter Borglund
  - Kval — 80,16m
  - Final — 78,22m (→ 9:e plats)

Herrarnas tiokamp
- Mikael Olander — 7869 poäng (→ 17:e plats)
  1. 100 meter — 11,46s
  2. Längd — 6,75m
  3. Kula — 16,07m
  4. Höjd — 2,00m
  5. 400 meter — 51,28s
  6. 110m häck — 16,06s
  7. Diskus Throw — 50,66m
  8. Stav — 4,80m
  9. Spjut — 72,80m
  10. 1 500 meter — 5:02,42 min

Herrarnas 50 kilometer gång
- Bo Gustafsson
  - Final — 3:44:49 (→ 7:e plats)
- Stefan Johansson
  - Final — 3:53:34 (→ 20:e plats)
- Jan Staaf
  - Final — DSQ (→ ingen notering)

Damernas maraton
- Evy Palm
  - Final — 2:34:41 (→ 24:e plats)

## Fäktning
Herrarnas florett
- Ola Kajbjer
- Eric Strand
- Thomas Åkerberg

Herrarnas florett, lag
- Peter Åkerberg, Thomas Åkerberg, Ola Kajbjer, Eric Strand, Per Täckenström

Herrarnas värja
- Jerri Bergström
- Péter Vánky
- Otto Drakenberg

Herrarnas värja, lag
- Johan Bergdahl, Jerri Bergström, Otto Drakenberg, Ulf Sandegren, Péter Vánky

Damernas florett
- Kerstin Palm

## Handboll
Herrar
Gruppspel
|               | PLD: | W: | D: | L: | F:  | A:  | Pts. |
| Sovjetunionen | 5    | 5  | 0  | 0  | 130 | 82  | 10   |
| Jugoslavien   | 5    | 3  | 1  | 1  | 116 | 109 | 7    |
| Sverige       | 5    | 3  | 0  | 2  | 106 | 91  | 6    |
| Island        | 5    | 2  | 1  | 2  | 96  | 102 | 5    |
| Algeriet      | 5    | 1  | 0  | 4  | 89  | 109 | 2    |
| USA           | 5    | 0  | 0  | 5  | 81  | 125 | 0    |

## Modern femkamp
Individuella tävlingen
- Svante Rasmuson — 4987 poäng (→ 22:e plats)
- Jan-Erik Danielsson — 4956 poäng (→ 25:e plats)
- Roderick Martin — 4262 poäng (→ 57:e plats)

Lagtävlingen
- Rasmuson, Danielsson och Martin — 14205 poäng (→ 12:e plats)

## Simhopp
Herrarnas 3 m
- Joakim Andersson

## Simning

### Herrar
50 meter frisim
- Göran Titus
  - Försöksheat — 23,44
  - B-Final — 23,28 (→ 9:e plats)

- Per Johansson
  - Försöksheat — 23,12
  - B-Final — 23,37 (→ 10:e plats)

100 meter frisim
- Per Johansson
  - Försöksheat — 50,22
  - Final — 50,35 (→ 7:e plats)

- Tommy Werner
  - Försöksheat — 50,45
  - Final — 50,54 (→ 8:e plats)

200 meter frisim
- Anders Holmertz
  - Försöksheat — 1.49,28
  - Final — 1.47,89 (→  Silver)

- Tommy Werner
  - Försöksheat — 1.51,96 (→ gick inte vidare, 21:e plats)

400 meter frisim
- Anders Holmertz
  - Försöksheat — 3.50,06
  - Final — 3.51,04 (→ 8:e plats)

- Henrik Jangvall
  - Försöksheat — 3.57,41 (→ gick inte vidare, 21:e plats)

1500 meter frisim
- Stefan Persson
  - Försöksheat — 15.24,33 (→ gick inte vidare, 17:e plats)

200 meter fjärilsim
- Christer Wallin
  - Försöksheat — 2.03,79 (→ gick inte vidare, 26:e plats)

4 × 100 meter frisim
- Tommy Werner, Richard Milton, Joakim Holmquist och Göran Titus
  - Försöksheat — 3.23,09
- Per Johansson, Tommy Werner, Joakim Holmquist och Göran Titus
  - Final — 3.21,07 (→ 5:e plats)

4 × 200 meter frisim
- Tommy Werner, Christer Wallin, Henrik Jangvall och Michael Söderlund
  - Försöksheat — 7.23,82
- Anders Holmertz, Tommy Werner, Michael Söderlund och Christer Wallin
  - Final — 7.19,10 (→ 6:e plats)

### Damer
50 meter frisim
- Helena Åberg
  - Försöksheat — 26,67 (→ gick inte vidare, 23:e plats)

- Karin Furuhed
  - Försöksheat — 26,85 (→ gick inte vidare, 24:e plats)

100 meter frisim
- Eva Nyberg
  - Försöksheat — 57,57 (→ gick inte vidare, 21:e plats)

- Karin Furuhed
  - Försöksheat — 57,97 (→ gick inte vidare, 27:e plats)

200 meter frisim
- Suzanne Nilsson
  - Försöksheat — 2.03,32 (→ gick inte vidare, 18:e plats)

100 meter ryggsim
- Johanna Larsson
  - Försöksheat — 1.05,10 (→ gick inte vidare, 22:e plats)

200 meter ryggsim
- Johanna Larsson
  - Försöksheat — 2.18,01 (→ 14:e plats)
  - B-Final — Diskvalificerad

100 meter fjärilsim
- Agneta Eriksson
  - Försöksheat — 1.03,45 (→ gick inte vidare, 22:e plats)

200 meter medley
- Anette Philipsson
  - Försöksheat — 2.18,86
  - B-Final — 2.19,35 (→ 12:e plats)

400 meter medley
- Anette Philipsson
  - Försöksheat — 4.53,58
  - B-Final — 4.52,77 (→ 13:e plats)

4 × 100 meter frisim
- Agneta Eriksson, Karin Furuhed, Suzanne Nilsson och Eva Nyberg
  - Försöksheat — 3.50,50 (→ gick inte vidare, 9:e plats)

4 × 100 meter medley
- Johanna Larsson, Anna-Karin Persson, Agneta Eriksson och Eva Nyberg
  - Försöksheat — 4.17,72 (→ gick inte vidare, 11:e plats)

## Tennis
Herrsingel
- Stefan Edberg →  Brons
  - Första omgången — Besegrade Horst Skoff (Österrike) 7-6 6-2 6-3
  - Andra omgången — Besegrade Agustín Moreno (Mexiko) 6-2 7-6 6-0
  - Tredje omgången — Besegrade Jakob Hlasek (Schweiz) 6-2 6-4 7-6
  - Kvartsfinal — Besegrade Paolo Canè (Italien) 6-1 7-5 6-4
  - Semifinal — Förlorade mot Miloslav Mečíř (Tjeckoslovakien) 6-3 0-6 6-1 4-6 2-6

- Anders Järryd
  - Första omgången — Besegrade Martin Laurendeau (Kanada) 7-6 4-6 7-5 7-5
  - Andra omgången — Besegrade Andrew Castle (Storbritannien) 6-0 6-3 6-1
  - Tredje omgången — Förlorade mot Carl-Uwe Steeb (Västtyskland) 6-2 5-7 3-6 5-7

Herrdubbel
- Stefan Edberg och Anders Järryd →  Brons
  - Första omgången — Besegrade Eric Jelen och Carl Uwe Steeb (Västtyskland) 6-4 4-6 6-4 6-2
  - Andra omgången — Besegrade Mark Gurr och Philip Tuckniss (Zimbabwe) 6-0 6-1 6-4
  - Kvartsfinal — Besegrade Darren Cahill och John Fitzgerald (Australien) 6-3 6-4 6-3
  - Semifinal — Förlorade mot Emilio Sánchez och Sergio Casal (Spanien) 4-6 6-1 3-6 3-6

Damsingel
- Catarina Lindqvist
  - Första omgången — Besegrade Kumiko Okamoto (Japan) 7-6 7-5
  - Andra omgången — Besegrade Nathalie Tauziat (Frankrike) 2-6 6-3 6-4
  - Tredje omgången — Förlorade mot Manuela Maleeva (Bulgarien) 1-6 0-6